# ناهم‌کافت
ناهم‌کافت(به انگلیسی: Heterolytic fission یا Heterolysis) عبارتیست در مقابل هم‌کافت در مبحث تفکیک پیوندهای شیمیایی که طی آن جفت الکترون به اشتراک گذاشته شده در یک پیوند کووالانسی پس از تفکیک پیوند فقط به یکی از دواتم می‌رسد. در نتیجه یکی از اتم‌ها بار مثبت و دیگری بار منفی می‌گیرد.